# Simon Carless
Simon Carless, né le 29 juillet 1975, est un bloggeur et analyste de l'industrie vidéoludique et ancien concepteur de jeux. Après avoir travaillé pour Kuju puis Infogrames/Atari sur plusieurs jeux, il travaille pour le site Gamasutra et le magazine Game Developer puis supervise la Game Developers Conference et l'Independent Games Festival. Il est depuis 2020 à la tête de GameDiscoverCo, une entreprise qui analyse et mets à disposition des données sur l'industrie du jeu vidéo.
Il est aussi un investisseur de l'éditeur de jeu No More Robots (en) et membre du conseil d'administration de la Video Game History Foundation (en).

## Biographie
Simon Carless a commencé à s'intéresser à l'informatique autour de l'âge de 9 ans en 1984 sur un ZX Spectrum puis sur l'Amiga sur lequel il composa quelques musiques. C'est ensuite dans les années 1990/1991 qu'il rejoint la scène démo sous le pseudonyme « Hollywood ». Toujours dans le milieu de la musique, il gère le netlabel Monotonik de 1996 à 2009 qui a publié gratuitement des centaines de pistes musicales sous la licence Creative Commons.
En 1996, il rejoint l'entreprise Simis qui deviendra Kuju au rachat par Eidos Interactive pour travailler sur les jeux Terracide (en) et Tank Racer (en).
En 2002, il rejoint l'Internet Archive et participe à obtenir l'exemption de droit d'auteur alloué par la bibliothèque du Congrès en 2003.
À partir de 2003, il gère la section jeux du site d'actualités Slashdot.
En 2004, il écrit le livre Gaming Hacks publié par O'Reilly.
Il continuera dans le milieu du journalisme en 2004 avec Gamasutra et Game Developer où il sera éditeur et rédacteur en chef,. C'est en étant membre de UBM et Informa qu'il devient président de l'Independent Games Festival de 2005 à 2010 et fonde l'Independant Games Summit en 2007. En 2008, il devient directeur de la marque mondiale de UBM puis vice-président exécutif d'Informa en 2011 ce qui lui permet de gérer d'un point de vue stratégique de nombreux projets notamment la Game Developers Conference, les conférences Black Hat, le site Gamasutra et le magazine Game Developer jusqu'en 2020,,.
En 2017, il investit dans l'éditeur de jeu vidéo No More Robots (en) et devient conseiller. Il rejoint aussi le conseil d'administration de la Video Game History Foundation (en) cette même année.
En 2020, il fonde GameDiscoverCo, une entreprise qui analyse et mets à disposition des données sur l'industrie vidéoludique,,.

## Ludographie
Simon Carless est crédité dans 28 jeux différents, principalement dans les remerciements ou bien en tant que conseiller, mais il est listé dans l'équipe de développement de quatre jeux correspondant à son début de carrière:
- 1997 : Terracide (en) (Windows), concepteur principal et scénariste ;
- 1999 : Tank Racer (en) (Windows), chef d'équipe, concepteur principal ;
- 2000 : Looney Tunes Racing (PlayStation), concepteur principal ;
- 2002 : Superman: The Man of Steel (Xbox), membre de l'équipe de développement.